# The Swinging Blue Jeans
The Swinging Blue Jeans er et firemands-rockband fra Liverpool, England, bedst kendt for deres store 1960'er hit "Hippy Hippy Shake".
The Swinging Blue Jeans blev dannet af Ray Ennis og Les Braid. De optrådte i mange populære TV-shows i Storbritannien, Skandinavien og det øvrige Europa. De har optrådt live sammen med The Beatles, Gerry and the Pacemakers, The Searchers og the Merseybeats.
Albummet Hippy Hippy Shake udkom i 1964. Det blev udgivet af EMI på mærket HMV. I Canada blev det udgivet af Capitol Records (T6069) og i USA af Imperial Records (LP-9261).
Indtil bandet blev udvidet med Terry Sylvester, havde The Swinging Blue Jeans en standard Merseybeat besætning med to guitarer, bas og trommer.
Gruppen havde tre gode år med rimelig succes, båret frem af Merseybeat-bølgen. Da nyhedens interesse fortog sig, blev hittene færre og bandet gik over til oldies-turneer.
Terry Sylvester, der kom fra The Escorts, fortsatte i 1968 til The Hollies som erstatning for Graham Nash.
The Swinging Blue Jeans turnerer fortsat - dog uden originale medlemmer.

## Bandets oprindelige medlemmer
- Ray Ennis – Sang og guitar – født Raymond Vincent Ennis, 26. maj 1940, in Huyton, Liverpool.
- Ralph Ellis – Guitar – født 8. marts 1942, i Liverpool.
- Les Braid – Bas – født William Leslie Braid, 15. september 1937, West Derby, Liverpool, død 31. juli 2005, i Liverpool.
- Norman Kuhlke – Trommer – født 17. juni 1942, i Liverpool.

## Diskografi
(UK Singles Chart detaljer)
- "It's Too Late Now" / "Think of Me" (HMV POP 1170, 1963) – UK Chart, bedste placering: Nr. 30.
- "Hippy Hippy Shake" / "Now I Must Go" (HMV POP 1242, Dec 63) – Nr. 2.
- "Good Golly Miss Molly" / "Shaking Feeling" (HMV POP 1273, Mar 64) – Nr. 11.
- "You're No Good" / "Don't You Worry About Me" (HMV POP 1304, Maj 64) – Nr. 3.
- "Don't Make Me Over" / "What Can I Do Today" (HMV POP 1501, Jan 66) – Nr. 31.